# ألكسيوس الخامس دوكاس
أليكسيوس الخامس دوكاس (1140 – ديسمبر 1204) هو إمبراطور بيزنطي، حكم في الفترة الممتدة بين 5 فبراير و12 أبريل 1204، قبيل حصار القسطنطينية على يد المشاركين في الحملة الصليبية الرابعة. اسم عائلته هو دوكاس، ولكنه عُرِف أيضًا بكنية مورتزوفلوس، في إشارة إلى كثافة حاجبيه المتدليين أو شخصيته المتجهمة الكئيبة. تمكن من الوصول إلى السلطة بتدبير انقلاب في قلعة الحاكم السابق وقتله أثناء العملية. على الرغم من أنه بذل محاولات قوية لحماية القسطنطينية من الجيش الصليبي، فقد أثبتت جهوده العسكرية عدم جدواها. حظيت أفعاله بتأييد جماهير الشعب، بيد نفور أهل النخبة في المدينة منه. في أعقاب سقوط المدينة وحصارها واحتلالها، تسبب إمبراطور سابق بعمى أليكسيوس الخامس وأُعدم لاحقًا بموجب النظام اللاتيني الجديد. كان آخر إمبراطور بيزنطي حكم القسطنطينية حتى إعادة الاستيلاء البيزنطي على القسطنطينية في عام 1261.

## نشأته وشخصيته
على الرغم من أن اسم عائلته يعود لأسرة بيزنطية حاكمة وأرستقراطية، لا يُعرَف سوى القليل عن أصل أليكسيوس دوكاس مورتزوفلوس. لم تكن عشيرة دوكاس النبيلة العائلة الدوكانية الوحيدة، إذ يعود هذا اللقب أيضًا لعدد من الأسر ذات الأصول المتواضعة. زُعم أن أليكسيوس دوكاس هو حفيد الإمبراطور ألكسيوس الأول كومنينوس (1081–1118) من سلالة والدته (نسب معرفي). وهذا ليس بالاحتمال المستبعد، نظرًا لامتلاك جميع الأباطرة البيزنطيين الآخرين، وأغلبية من حاولوا الاستيلاء على السلطة، في تلك الفترة صلة بعائلة كومنينيون الإمبراطورية السابقة، سواء كان ذلك بالقرابة أو الزواج. اقتُرحت نظرية أكثر دقة، وهي أنه ابن إسحاق دوكاس، وابن عم ألكسيوس الرابع أنجيلوس (1203- 1204). ورد في رسالة موجهة إلى البابا إينوسنت الثالث، أن أليكسيوس دوكاس مورتزوفلوس يمتلك «صلة دم» تربطه بألكسيوس الرابع أنجيلوس.
أقال مورتزوفلوس المؤرخ المعاصر نيكيتاس شونياتس من منصبه بصفته أمين سر الشؤون المالية. لذلك قد يكون تقييمه لشخصية الإمبراطور مغرضًا، إلا أنه يصف مورتزوفلوس بأنه بارع بالفطرة، وإن كان متغطرسًا في أسلوبه وفاسقًا.

## المؤامرات السياسية والاستيلاء على السلطة
سُجن أليكسيوس دوكاس مورتزوفلوس بسبب اضطلاعه في مؤامرة حاكها يوحنا كومنين البدين في عام 1200 للإطاحة بألكسيوس الثالث أنجيلوس (1195–1203). يُرجح أن مورتزوفلوس سُجن من عام 1201 إلى أن استعاد إسحاق الثاني أنجيلوس العرش (1185– 1195، 1203– 1204)، شقيق أليكسيوس الثالث وخليفته، بمساعدة ابنه ألكسيوس الرابع أنجيلوس، من خلال تدخل زعماء الحملة الصليبية الرابعة في يوليو 1203. عقب الإفراج عن مورتزوفلوس، كُلّف بتولي منصب رئيس الشؤؤون المالية الإمبراطورية في البلاط. تزوج مرتين ولكنه كان على ما يبدو عشيقًا ليودوكيا أنجيلينا، ابنة أليكسيوس الثالث.
بحلول مطلع عام 1204، لم يحظَ إسحاق الثاني وألكسيوس الرابع إلا بالقليل من الثقة بين شعب القسطنطينية بجهودهم الرامية لحماية المدينة من الصليبيين اللاتينيين وحلفائهم من جمهورية البندقية، وأصبح المواطنون قلقين إزاء الوضع. بدأ صبر الصليبيين على الأباطرة بالنفاذ، وتظاهروا وأضرموا النيران في المدينة لعدم حصولهم على الأموال والمساعدات التي وعد بها أليكسيوس الرابع.  أثرت الحرائق على نحو سدس مساحة القسطنطينية وشرّدت نحو ثلث سكان المدينة، أسفر تشرد المتضررين ويأسهم في نهاية المطاف عن إضعاف إرادة الشعب في مقاومة الصليبيين. برز أليكسيوس دوكاس مورتزوفلوس زعيمًا للحركة المناهضة للاتينيين في المدينة. فاز بتأييد الشعب نظرًا لبسالته في قيادة هجوم على اللاتينيين في معركة «تريبيتوس ليثوس»، تعثّر حصانه أثناء الاشتباك وكاد أن يُقتَل أو يؤسر لو لم تدافع عنه مجموعة من شبان المدينة. استغل كراهية الشعوب للاتينيين لتحقيق طموحه الشخصي.